# Římskokatolická farnost Pohoří
Římskokatolická farnost Pohoří (latinsky Pohorzium) je bývalé územní společenství římských katolíků v Pohoří a okolí. Organizačně spadá do vikariátu Písek, který je jedním z deseti vikariátů českobudějovické diecéze. K 1. 1. 2020 farnost zanikla a byla sloučena s Římskokatolickou farností Mirovice.

## Historie farnosti
Zdejší plebánie existovala již v roce 1384. Matriky farnosti Pohoří jsou vedeny od roku 1667.
V letech 1659–1708 patřil do farnosti jako filiální také kostel sv. Jana Křtitele na Stražišti. Po smrti nebo odstoupení faráře Jakuba Šípka připadl dle původní dohody do farnosti Mirovice. 
V roce 1864 byla vybudována nová farní budova. Tu po roce 2000 biskupství v Českých Budějovicích prodalo soukromému majiteli. Několik let chátrala a později byla odkoupena obcí Mišovice, která v ní vybudovala sociální byty.
Varhany postavil Josef Vanický z Třebechovic pod Orebem v roce 1906. V roce 1969 byly amatérsky přestavěny (otočeny a spuštěny před zábradlí kůru, čímž se uvolnilo okno na kůru které původně zakrývaly, skříň byla zlikvidována) a nyní jsou již nehratelné kvůli zanesení vzduchového hospodářství nepořádkem z půdy. Původní varhany byly z roku 1750.
Na věži kostela jsou tři starobylé zvony s nádherným zvukem. Zvoní se ručně, i když po roce 2000 už téměř vůbec.
V roce 2013 prošel kostel sv. Petra a Pavla rozsáhlou rekonstrukcí financovanou z prostředků Státního zemědělského intervenčního fondu.
Dějiny farnosti popisuje farní kronika zhruba do konce 70. let 20. století, novější dějiny zapisovala do svých pamětí místní farnice paní Bohumila Veverová. Nyní tyto dějiny mapuje Muzeum Mirovicka.
Z farnosti také vzešli kněží R. D. Štěpán Novák ze Svučic (vysvěcen v roce 1891 pro arcidiecézi vídeňskou), R. D. Karel Zeman ze Svučic (vysvěcen v roce 1915) a R. D. Jaroslav Karas z Mišovic (vysvěcen v roce 1992), nynější duchovní správce v Mladé Vožici.

## Kostely a kaple na území farnosti
| Kostel (kaple)               | Místo    | Bohoslužby | Bohoslužby | Poznámka                                                                     |
| ---------------------------- | -------- | ---------- | ---------- | ---------------------------------------------------------------------------- |
| kostel sv. Petra a Pavla     | Pohoří   | sobota     | 17.00      | bývalý farní kostel – 1x za dva týdny, střídavě mše svatá a bohoslužba slova |
| kaple Navštívení Panny Marie | Mišovice |            |            |                                                                              |
| kaple                        | Myštice  |            |            |                                                                              |
| kaple sv. Vavřince           | Svučice  |            |            |                                                                              |

## Ustanovení ve farnosti
Farnost byla v minulosti obsazena farářem (do roku 1916 i kaplanem), od roku 1964 je administrována z Mirovic, od roku 2010 z Březnice. Duchovními správci byli např.:
- před r. 1671 R. D. Adam Zmyslovský rytíř z Radvažova
- 1671–1677 R. D. Jan Jiří Václav Perger
- 1677–1708 R. D. Jakub František Šípek
- 1708–1721 R. D. František Karel Vlas
- 1721–1737 R. D. Jan Václav Růžička
- 1738 R. D. Ambrosius Foltin – administrátor
- 1738–1764 R. D. Jan Václav Erben (v letech 1755–1764 byl kaplanem P. Antonín Mihule, před ním P. František Chmelíček)
- 1764–1777 R. D. Adam Jan Kohout (před tím od roku 1760 kaplan)
- 1777 R. D. Václav Schmidt
- 1777–1800 R. D. František Červenka
- 1801–1806 R. D. Jan Srb
- 1806–1816 R. D. František Deml – děkan
- 1816–1817 R. D. Emanuel Meyer – administrátor
- 1817–1859 R. D. Jan Štěpán
- 1859 R. D. Jakub Wenzl – administrátor a dosavadní kaplan
- 1859–1872 R. D. Josef Balcar (†1875) – na své náklady vybudoval v roce 1864 novou farní budovu
- 1872–1880 R. D. František Kotalík
- 1880 (leden–červen) R. D. Jan Kačer – administrátor
- 1880–1915 Mons. František Beránek (†1915)
- 1916–1917 R. D. Jan Beneš (v Pohoří byl kaplanem už v letech 1894–1909)
- 1917 R. D. Václav Janák, dosavadní kaplan
- 1917–1964 R. D. Alois Havlíček – v Pohoří byl v letech 1909–1915 kaplanem, v roce 1916 do května administrátorem, po své rezignaci na úřad faráře zůstal bydlet na zdejší faře až do roku 1971, kdy se odstěhoval do Putimi, kde 13. prosince 1974 zemřel
- 1964–1972 R. D. Vladislav Zborovský (administrátor excurrendo z Mirovic)
- 1972–1997 R. D. Karel Kostelecký (administrátor excurrendo z Mirovic)
- 1997 (únor–červenec) R. D. Jan Krejsa (administrátor excurrendo z Mirotic)
- 1997–2001 R. D. Mariusz Ratyński (administrátor excurrendo z Mirovic) – za jeho působení došlo k ozvučení kostela
- 2001–2003 R. D. Andrzej Ujazdowski (administrátor excurrendo z Mirovic)
- 2003–2004 R. D. Jan Krejsa (administrátor excurrendo z Mirotic)
- 2004–2010 R. D. Ing. Mgr. Jan Špaček (administrátor excurrendo z Mirovic)
- 2010–2012 R. D. Josef Charypar (administrátor excurrendo z Březnice u Příbrami)
- 2012–2014 R. D. Karel Hampl (administrátor excurrendo z Březnice u Příbrami)
- 2014–2016 R. D. Mgr. Petr Hovorka (administrátor excurrendo z Březnice u Příbrami)
- 2016–2020 R. D. Mariusz Klimczuk (administrátor excurrendo z Březnice u Příbrami)
- od r. 2020 R. D. Jozef Gumenický (administrátor excurrendo z Březnice u Příbrami); farnost zanikla a stala se součástí farnosti Mirovice.